# Austromuellera
Austromuellera es un género de árboles perteneciente a la familia Proteaceae, originario de Australia en Queensland.

## Taxonomía
Austromuellera fue descrito por Cyril Tenison White y publicado en Bulletin of Miscellaneous Information Kew 1930: 234. 1930. La especie tipo es: Austromuellera trinervia C.T. White. 
Etimología
Austromuellera fue nombrado en honor de Ferdinand von Mueller por Cyril Tenison White en 1930.

## Especies aceptadas
A continuación se brinda un listado de las especies del género Austromuellera aceptadas hasta septiembre de 2011, ordenadas alfabéticamente. Para cada una se indica el nombre binomial seguido del autor, abreviado según las convenciones y usos.
- Austromuellera trinervia C.T.White especie tipo
- Austromuellera valida B.Hyland